# Liberty Reserve
Liberty Reserve je bil internetni plačilni sistem in skrbnik digitalne valute (digital gold currency; LR-gold), offshore družba s sedežem v Kostariki, ki je svojo dolarsko digitalno valuto (LR-USD) vzpostavila leta 2006. Liberty Reserve je bil član Global Digital Currency Association (GDCA), prostovoljnega regulacijskega organa v industriji.
Leta 2013 so po dolgotrajni preiskavi v 17 državah podjetje pričele sodno preganjati ameriške zvezne oblasti. Hkrati so mu pravosodni organi zamrznili 25 milijonov USD tekočih sredstev in zaplenili strežnike ter spletno domeno, s čimer je podjetje propadlo. Po trditvah v obtožnici je bil Liberty Reserve eden najpomembnejših igralcev internetnega podzemlja, ki je v sedmih letih obstoja milijonu strankam (od tega 200.000 v ZDA) omogočil pranje denarja v skupnem znesku 6 milijard USD, saj je opustil standarde sledljivosti finančnih transakcij v tolikšni meri, da ni niti preverjal identitete strank. Aretirani so bili ustanovitelj Arthur Budovsky in več drugih vodilnih. Budovsky se je v začetku leta 2016 izrekel za krivega nudenja storitev pranja denarja v znesku 250 milijonov USD, pred njim pa še več ostalih obtoženih.